# Купченеєво
Купчене́єво (рос. Купченеево, башк. Күпсәнәй) — село у складі Єрмекеєвського району Башкортостану, Росія. Входить до складу Суккуловської сільської ради.
Населення — 445 осіб (2010; 449 в 2002).
Національний склад:
- удмурти — 94 %